# Ruddervoorde
Ruddervoorde é uma vila belga, pertencente ao município de Oostkamp, província de Flandres Ocidental. Em 1 de Janeiro de 2004 tinha 26,86 km² e 5.435 habitantes.